# Tazirbu
Tazerbu (in arabo تازربو‎? ), è un'oasi posta nel deserto libico nel distretto di Cufra in Libia, a circa 250 km a nord-ovest di Cufra. Il nome significa "sede principale" nella lingua Tebu, poiché questa era la sede del sultanato Tebu prima dell'invasione araba. L'oasi ha una lunghezza di 25-30 km e una larghezza di 10 km. Al centro dell'oasi e parallela ad essa, scorre un vallone poco profondo con stagni di sale e saline. A Tazirbu ci sono una decina di villaggi: il più importante si chiama El-Jezeera. Nell'oasi crescono gruppi di palme, tamerici, acacie, sparti e giunchi. A diversi chilometri a nord del villaggio si trovano le rovine di un antico castello, chiamato Gasr Giránghedi, che era la sede del sultano. Il primo europeo a visitare l'oasi fu il tedesco Gerhard Rohlfs nell'agosto 1879.